# St. Johannes (Kitzingen)

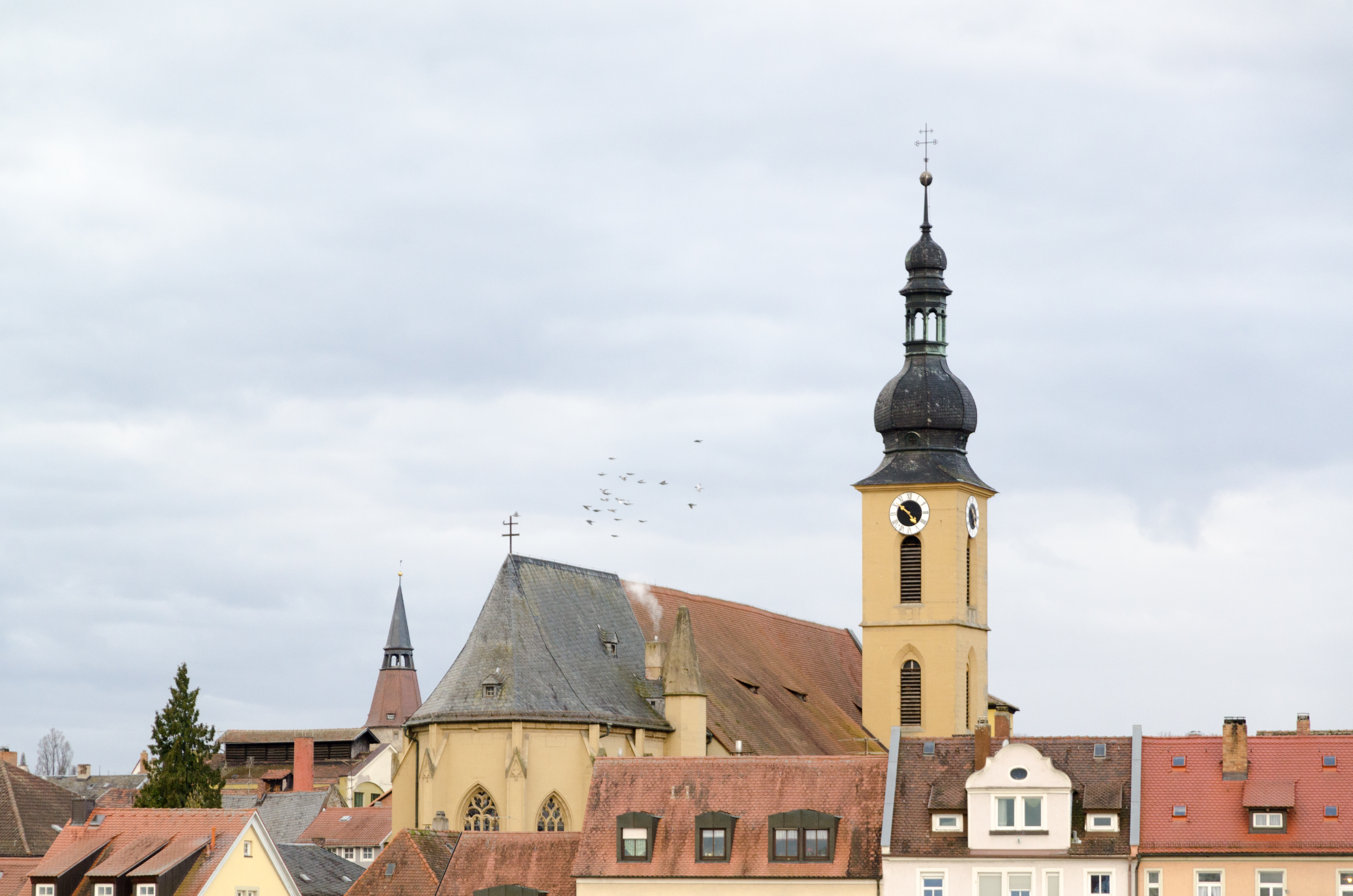
Blick auf die St.-Johannes-Kirche von Osten

Die St.-Johannes-Kirche ist die Johannes dem Täufer geweihte römisch-katholische Stadtpfarrkirche von Kitzingen. Sie steht in der Altstadt, südöstlich des Marktplatzes und gehört zum Dekanat Kitzingen im Bistum Würzburg. St. Johannes bildet das Zentrum der Pfarreiengemeinschaft St. Hedwig im Kitzinger Land und stellt eines der bemerkenswertesten spätgotischen Kirchengebäude in Nordbayern dar. Die Kirche ist zudem das älteste, erhaltene Gebäude der Stadt und prägt zusammen mit der gleichnamigen Evangelischen Stadtkirche das Stadtbild.

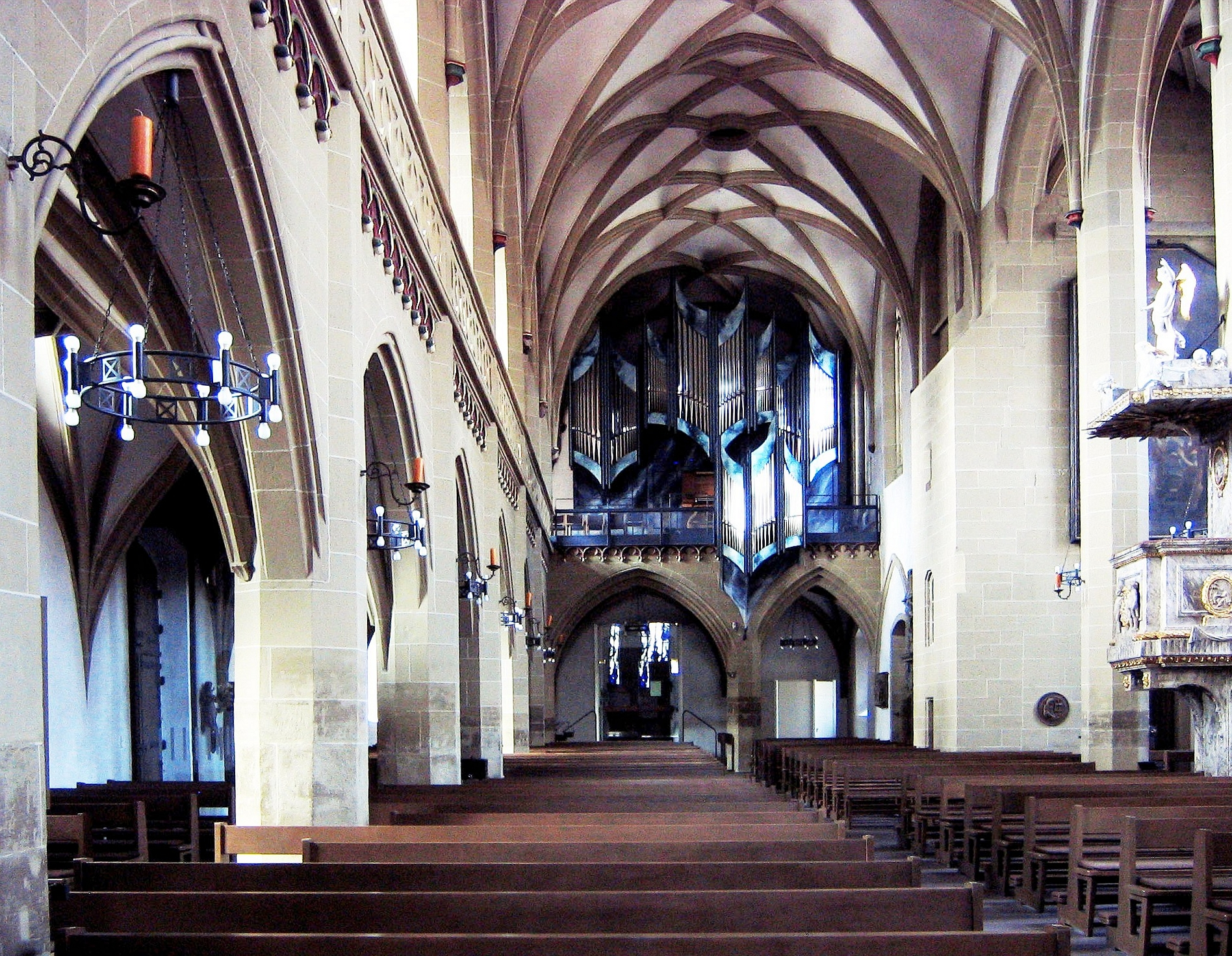
Blick durch das Mittelschiff Richtung Westen

## Baugeschichte

### Kirchliche Anfänge
Die erste Erwähnung einer eigenständigen Pfarrei in Kitzingen stammt aus dem Jahr 1126, als der damalige Pfarrer mit Äbtissin Bertha II. von Ebenhausen bzw. von Hohenlohe des zu dieser Zeit bereits seit fast 400 Jahren bestehenden Benediktinerinnenklosters Kitzingen Streit über Zehntabgaben hatte. Die Kitzinger Pfarrei war seit 1394 urkundlich nachweisbar in das Kloster inkorporiert, sodass diesem das Recht oblag, die Pfarrstelle zu besetzen und für den Unterhalt der Kirche zu sorgen.

### Bauphase (1402–1487)

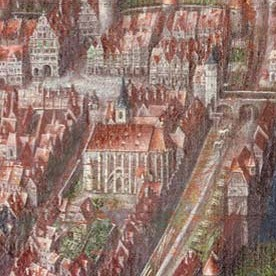
St. Johannes auf der Stadtansicht von Georg Martin aus dem Jahr 1628 – Turm noch mit Spitzhelm

Im Jahr 1402 wurde mit dem Bau der heutigen Kirche auf den Fundamenten eines Vorgängerbaus begonnen, über den wenig überliefert ist. Einziger namentlich bekannter Baumeister war der 1462 gestorbene Steinmetz und Werkmeister Heinrich Sommer, der vermutlich auch in der Kirche begraben wurde. Während des Baus kam es aufgrund finanzieller Engpässe immer wieder zu Unterbrechungen, sodass die Kirche schließlich erst zwischen 1460 und 1463 unter Äbtissin Margaretha II. von Erbach (ihr Wappenstein befindet sich im Gewölbe) vollendet werden konnte. 1487 erfolgte die Weihe der Kirche durch den Würzburger Fürstbischof Rudolf von Scherenberg. Diese Jahreszahl findet sich sowohl an der Südempore als auch an einem der Außenpfeiler.

### Reformation und Gegenreformation (1530–1650)
Im Jahr 1530 fand die erste evangelische Predigt in St. Johannes statt, womit die Reformation in der Stadt Einzug hielt. Von da an war die Kirche für knapp einhundert Jahre ein lutherisches Gotteshaus, bevor es in Kitzingen 1629 nach der Pfandeinlösung von Brandenburg-Ansbach durch das Hochstift Würzburg zur Rekatholisierung kam und St. Johannes wieder eine katholische Pfarrkirche wurde. Damit verbunden war auch eine Barockisierung des Innenraums, der durch die Reinigung in der Reformation sowie im Bauernkrieg, an dem sich Kitzingen beteiligt hatte, einen Großteil seiner Ausstattung verloren hatte (zehn Altäre, davon zwei auf der Empore, waren vor der Reformation nachweisbar).

### Veränderungen im 18. und 19. Jahrhundert
Im 18. Jahrhundert erfolgte nochmals eine teilweise Umgestaltung der Innenausstattung, diesmal im Stil des frühen Klassizismus. Von dieser Maßnahme ist als einziges Stück noch die Kanzel erhalten.
Im 19. Jahrhundert wurde die barock-klassizistische Innenausstattung durch eine neugotische ersetzt, dabei wurde insbesondere der wuchtige Hochaltar von 1667 entfernt, der das komplette Chorpolygon ausgefüllt hatte und somit auch die drei Ostfenster verdeckte. Von ihm ist noch das Altargemälde des aus Flandern stammenden Malers Johann Baptist de Ruel erhalten, das heute an der Ostwand des Turms im nördlichen Seitenschiff hängt. Zudem wurde die Kirche neugotisch ausgemalt, wodurch Reste der ursprünglichen Wandmalereien verdeckt wurden.

### Entwicklung seit Beginn des 20. Jahrhunderts
1901 brannte die Turmhaube von Balthasar Neumann ab und wurde zunächst durch ein flaches Provisorium ersetzt, bevor sie drei Jahre später in den alten Formen rekonstruiert werden konnte. Im Zuge der Erneuerung des Turms erfolgte auch eine dringend notwendige Außenrenovierung der Kirche, bei der zwar ein paar neugotische „Korrekturen“ vorgenommen wurden (z. B. Wasserspeier und Galerie am Nordwestportal), insgesamt aber eine behutsame und archäologisch abgesicherte Vorgehensweise im Vordergrund stand, die neuere Zutaten als solche kenntlich machte. Verantwortlich für diese Renovierung war der Nürnberger Architekt Josef Schmitz, der auf Erfahrungen zurückgreifen konnte, die er bei der Restaurierung der beiden großen gotischen Nürnberger Hauptkirchen St. Sebald und St. Lorenz gewonnen hatte. Er orientierte sich bei seinen Plänen für St. Johannes vor allem an der Würzburger Marienkapelle, die höchstwahrscheinlich als direktes Vorbild gedient hat und viele bauliche Parallelen aufweist.
Den verheerenden Bombenangriff am 23. Februar 1945 überstand die Kirche unbeschadet, während ein Großteil der Kitzinger Altstadt schwere Zerstörungen erlitt. Nach dem Zweiten Vatikanischen Konzil erfolgten einige Umgestaltungen des Altarraums, wobei man lange nicht zu einem befriedigenden Ergebnis gelangte. Erst mit der endgültigen Neugestaltung bei der letzten Kirchenrenovierung im Jahr 1994 wurde ein harmonisches Gesamtkonzept zur Ausführung gebracht, das die Ausstattungsstücke der unterschiedlichsten Epochen miteinander in Einklang bringt. Dabei wurden im Innenraum die meisten neugotischen Änderungen rückgängig gemacht und der Raum wieder in einen weitgehend authentischen Zustand versetzt.

### Auffindung der Dreikönigsgruppe 1994
Im Zuge der Renovierung wurden im Boden der Taufkapelle drei gotische Sandsteinfiguren entdeckt, die erstaunlicherweise kaum beschädigt waren. Es handelt sich dabei um eine Muttergottes (das Jesuskind fehlt) sowie zwei Könige, die wohl einst Teil einer Dreikönigsgruppe waren. Dieser sensationelle Fund erregte in der Fachwelt seinerzeit großes Aufsehen. Die Figuren stammen nachweislich aus der Zeit zwischen 1350 und 1380. Wie und warum sie als Füllmaterial für den Boden der Kapelle verwendet wurden, ist heute kaum zu klären, möglicherweise sollten sie auf diese Weise vor dem Bildersturm der Reformation gerettet werden, oder aber sie wurden im Zuge der Barockisierung entfernt. Sowohl über die Herkunft der Figurengruppe als auch über ihren ursprünglichen Aufstellungsort an der Kirche kann nur spekuliert werden, am wahrscheinlichsten ist, dass die Figuren einst die Gewölbenischen des nordwestlichen Hauptportals zierten (dafür spricht auch das dortige Tympanon aus etwa der gleichen Zeit). Die für die Region und die Entstehungszeit außergewöhnlich qualitätvollen Figuren weisen Bezüge zur Nürnberger Parlerschule oder auch zur Bauhütte des Kölner Doms auf, auf jeden Fall sind sie von einem auswärtigen Künstler geschaffen worden. Derzeit befinden sich die Figuren im Museum am Dom in Würzburg, eine Wiederaufstellung an St. Johannes wird diskutiert.
Das Bayerische Landesamt für Denkmalpflege führt die St.-Johannes-Kirche unter der Nummer D-6-75-141-111 als Baudenkmal.

## Architektur

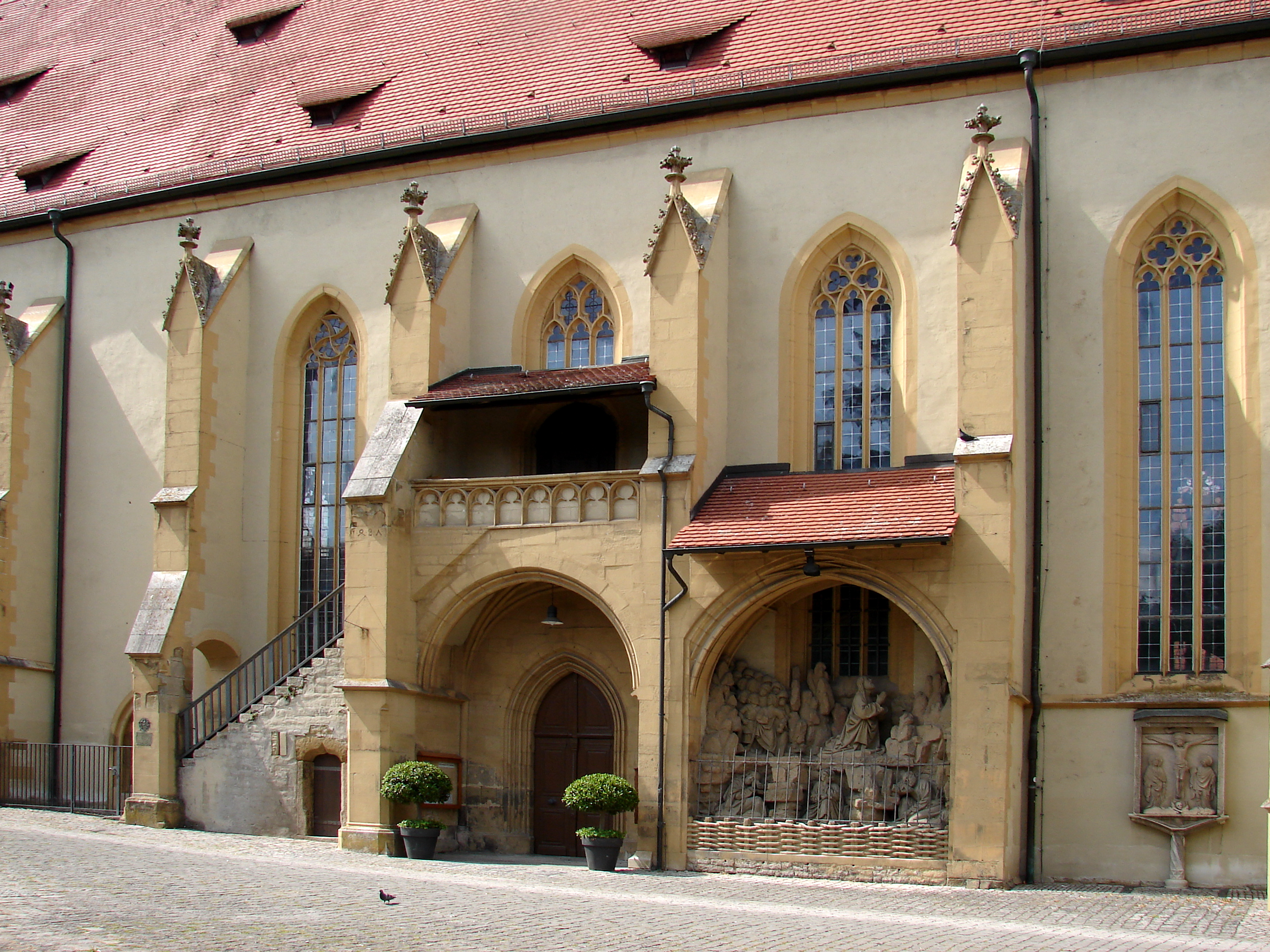
Südfassade mit Treppenaufgang zur Empore und Ölberg

### Außenbau
Die St.-Johannes-Kirche wurde im 15. Jahrhundert im spätgotischen Stil erbaut. Sie ist eine dreischiffige Hallenkirche mit eingezogenem Polygonalchor. Der Außenbau wird auf allen Seiten durch kräftige Strebepfeiler und dreibahnige, im Chor auch vierbahnige Maßwerkfenster gegliedert, die im Couronnement (Bereich des Bogenfelds) teils mit Fischblasen, teils mit geometrischen Formen wie Drei- oder Vierpässen gefüllt sind. Zudem verfügt die Kirche über zwei für die deutsche Spätgotik eher unübliche Rosenfenster (eines in der Südwand des Chors über der Sakristei und eines im zweiten Langhausjoch im Südwesten). Sie waren möglicherweise ursprünglich für die Westfassade gedacht. Die Langhausstrebepfeiler werden von Kreuzblumen bekrönt, während die Chorstrebepfeiler, die insgesamt reichhaltiger gestaltet sind, auf höhe des Dachtraufs Ansätze für Fialen aufweisen. Ältere Darstellungen der Kirche zeigen, dass diese Fialen früher vorhanden waren. Vermutlich wurden sie bei einer der vielen Restaurierungen abgenommen und bisher nicht ersetzt.
Durch die Lage des Turms im Nordwesten ist das nördliche Seitenschiff auf fünf Joche verkürzt, während sein südliches Pendant sowie das Hauptschiff jeweils acht Joche aufweisen. Aus dieser Anordnung ergibt sich die Kuriosität, dass Langhaus- und Chordach versetzt zueinander stehen, da der Dachfirst des Langhauses nicht zentral über dem Mittelschiff liegt, sondern sich am Westgiebel orientiert, der nur südliches Seitenschiff und Mittelschiff zusammenfasst. Ein weiteres Element der Asymmetrie bildet der leicht nach Süden abknickende, dreijochige Chor – möglicherweise ein Resultat des gleichzeitigen Baubeginns von der West- und der Ostseite.
Zwischen den Strebepfeilern am sechsten Joch auf der Südseite befindet sich unter einem Vordach eine Ölberg-Szene aus der Zeit um 1500, die der Riemenschneiderschule zugeschrieben wird. Daneben führt eine Außentreppe zum Emporeneingang. Einen zweiten Zugang zur Empore, allerdings von innen, ermöglicht ein runder Treppenturm an der Südwestecke der Kirche. Ein weiterer, achteckiger Treppenturm befindet sich relativ verborgen an der Nordseite der Chors. Er endet in einem schmucklosen, kurzen Steinhelm und führt zum Dachstuhl. Im Winkel zwischen südlichem Seitenschiff und Chorraum liegt die gewölbte Sakristei, die 1935 durch einen Anbau nach Osten erweitert wurde. Die Gesamtlänge des Baus beträgt 58 Meter.

### Innenraum
Der Innenraum präsentiert sich als dreischiffige Staffelhalle mit allerdings nur geringer Höhenstaffelung. Das südliche Seitenschiff ist durch eine gemauerte Empore mit gewölbter Unterseite in zwei Geschosse unterteilt, die Kirche also auch eine Emporenhalle. Sie wurde bereits Ende des 15. Jahrhunderts eingezogen, um das Fassungsvermögen der Kirche zu erhöhen. Der innere Aufbau des Südschiffs ist von außen nicht erkennbar, da die Südfenster nicht unterteilt wurden und daher von der Empore im Inneren teilweise verdeckt werden. Das Mittelschiff und die Seitenschiffe überspannen Parallelrippengewölbe, wie sie ursprünglich im Prager Veitsdom entwickelt wurden und sich dann vor allem in der süddeutschen Spätgotik durchgesetzt haben. Die Gewölberippen ruhen auf schlanken Achteckpfeilern, teils auf profilierten Konsolen (Nordarkade, Südarkade zum Mittelschiff hin), teils auf Köpfen (restliche Südarkade). Der Chor ist gegenüber dem Langhaus leicht erhöht und weist ebenfalls ein Parallelrippengewölbe auf, das von schmalen Dienstbündeln getragen wird. Diese laufen nicht bis zum Boden, sondern enden in einem umlaufenden Gesims auf Höhe der Fensterbrüstungen.

### Turm
Der schlanke, sechsgeschossige und sich nach oben kaum verjüngende Turm stammt in seinen unteren Teilen noch vom spätromanisch-frühgotischen Vorgängerbau. Dies erklärt auch seine ungewöhnliche Positionierung innerhalb des Baukörpers. Er wurde im Jahr 1593 auf 32 Meter erhöht und zunächst mit einem Spitzhelm versehen. Im 18. Jahrhundert wurde die Turmhaube dann nach einem Blitzschlag nach Plänen Balthasar Neumanns neu gestaltet. Dabei behielt Neumann die Proportionen des alten Helms bei, sodass die spätbarocke Haube harmonisch über dem gotischen Turmschaft aufsteigt.

### Ehem. Marienkapelle
An der Südostseite des Langhauses befindet sich die einjochige ehem. Marienkapelle, die heute als Taufkapelle genutzt wird. Sie besitzt wie der Chor einen Fünfachtelschluss und wird von einem geschweiften, schiefergedeckten Haubendach in neubarocken Formen bekrönt, das einen wirkungsvollen Kontrast zum steilen Satteldach des Langhauses bildet. Fenstermaßwerk und Gewölbe der Kapelle deuten darauf hin, dass diese bereits vor dem Kirchenneubau im 15. Jahrhundert entstand und erst im Laufe dieser Arbeiten in den Bau integriert wurde. Dafür sprechen auch Details wie das fehlende Sockelgesims, das die übrige Kirche umgibt.

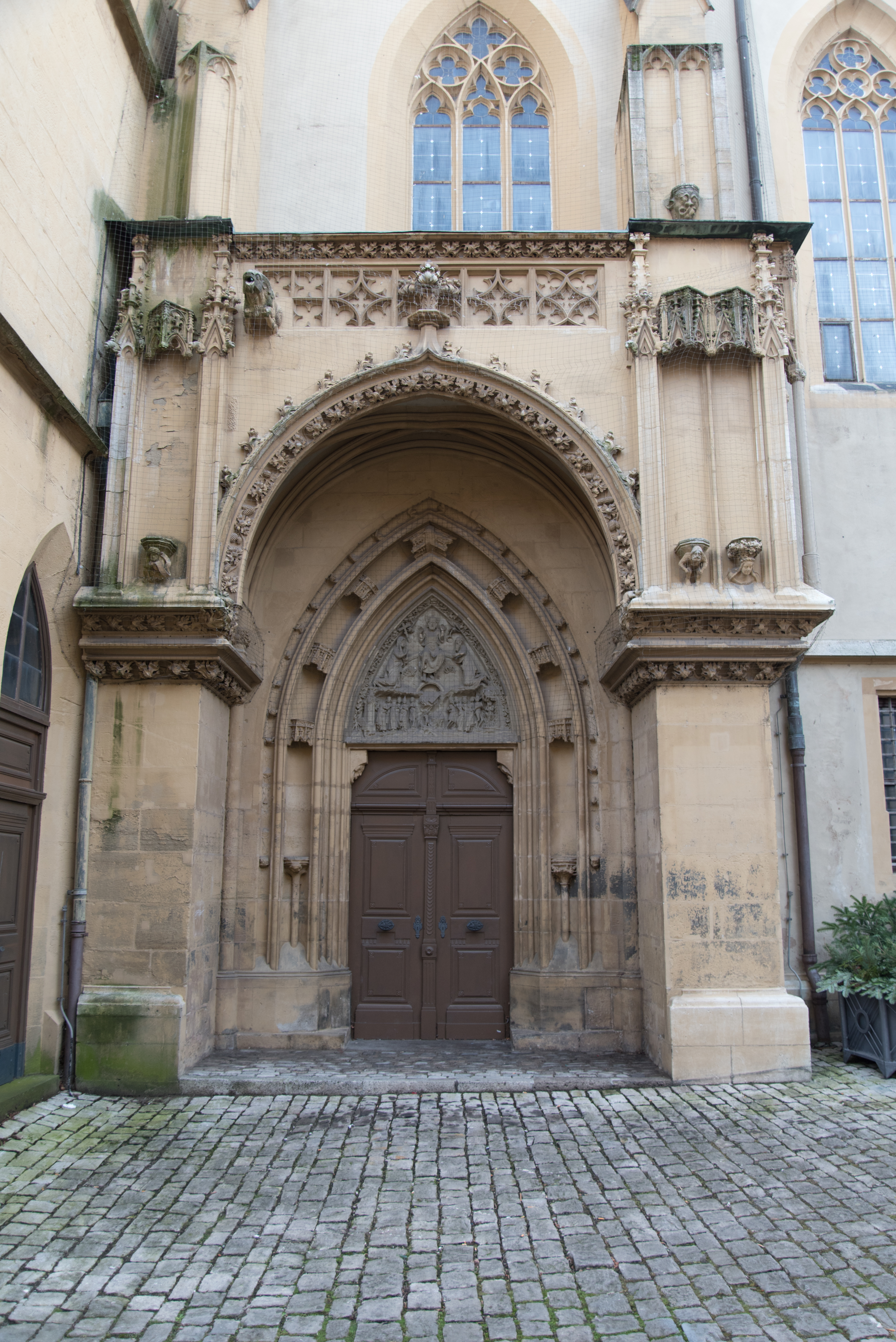
Westliches Nordportal, sog. Reiches Portal, mit Vorhalle und Jüngstem Gericht im Tympanon

### Portale

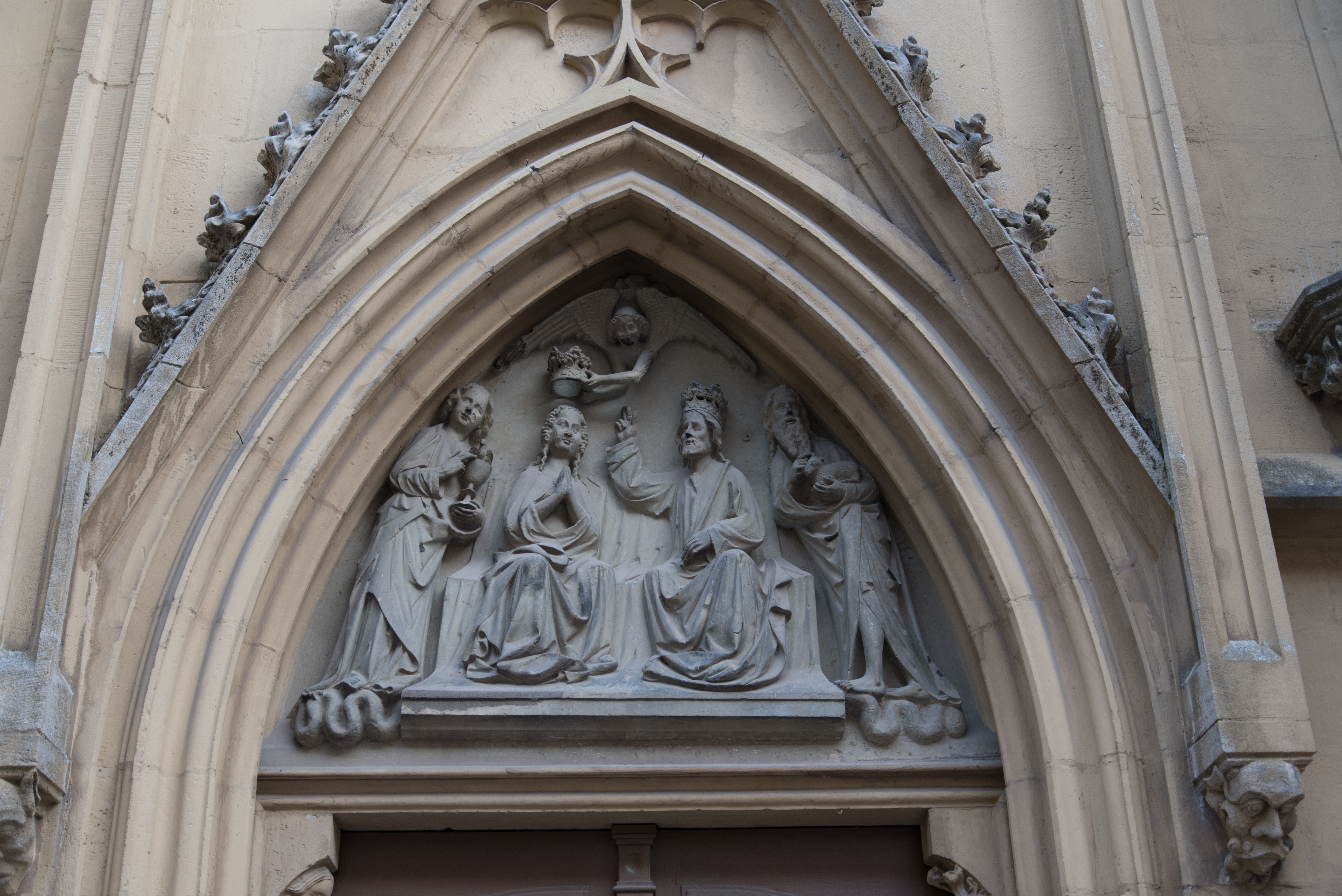
Tympanon des Westportals mit Marienkrönung (um 1430)

Die Kirche verfügt über insgesamt vier Portale (zwei im Norden, eins im Westen und eins im Süden), von denen das westliche Nordportal sowie das Westportal reichhaltiger gestaltet sind, als die beiden anderen. Das westliche Nordportal diente lange Zeit als Hauptportal der Kirche und wird aufgrund seines Erscheinungsbildes auch als Reiches Portal bezeichnet. Es wird von einem spätgotischen Baldachin mit Kielbogen überspannt, der mit Weinlaub geschmückt ist. In seinem Tympanon ist das Jüngste Gericht dargestellt, welches als ältestes plastisches Bildwerk am Außenbau (um 1400) gilt.
Das etwas später entstandene Westportal nimmt ikonographisch in seinem Tympanon das Thema der Marienkrönung auf. Es wird von einem Wimperg überfangen, der von zwei seitlichen Fialen begleitet wird und mit einer Kreuzblume abschließt.
Der Grund dafür, dass das westliche Nordportal und nicht, wie normalerweise üblich, das Westportal früher den Hauptzugang zur Kirche bildete, besteht darin, dass es zum Marktplatz hin liegt und hier bis zur Reformation feierliche Reliquien-Prozessionen einzogen, die an der Klosterkirche der Benediktinerinnen ihren Anfang nahmen.
Heute sind die beiden Nordportale dagegen in der Regel geschlossen, den Haupteingang bildet das Südportal unter dem Treppenaufgang zur Empore.

## Ausstattung
Die Innenausstattung der St.-Johannes-Kirche ist heute aufgrund der häufigen Umgestaltungen stilistisch vielfältig, sie reicht vom bedeutenden mittelalterlichen Sakramentshaus über ebenfalls in dieser Zeit gefertigte, großformatige Holz-Passionsreliefs, die klassizistische Kanzel von Materno Bossi und die Figurenplastik vom einstigen Neugotik-Hochaltar in der Taufkapelle bis hin zum zeitgenössischen Altarbild im Chorraum von Jacques Gassmann, der auch für die korrespondierende Farbfassung des Orgelprospekts zuständig war.

### Sakramentshaus

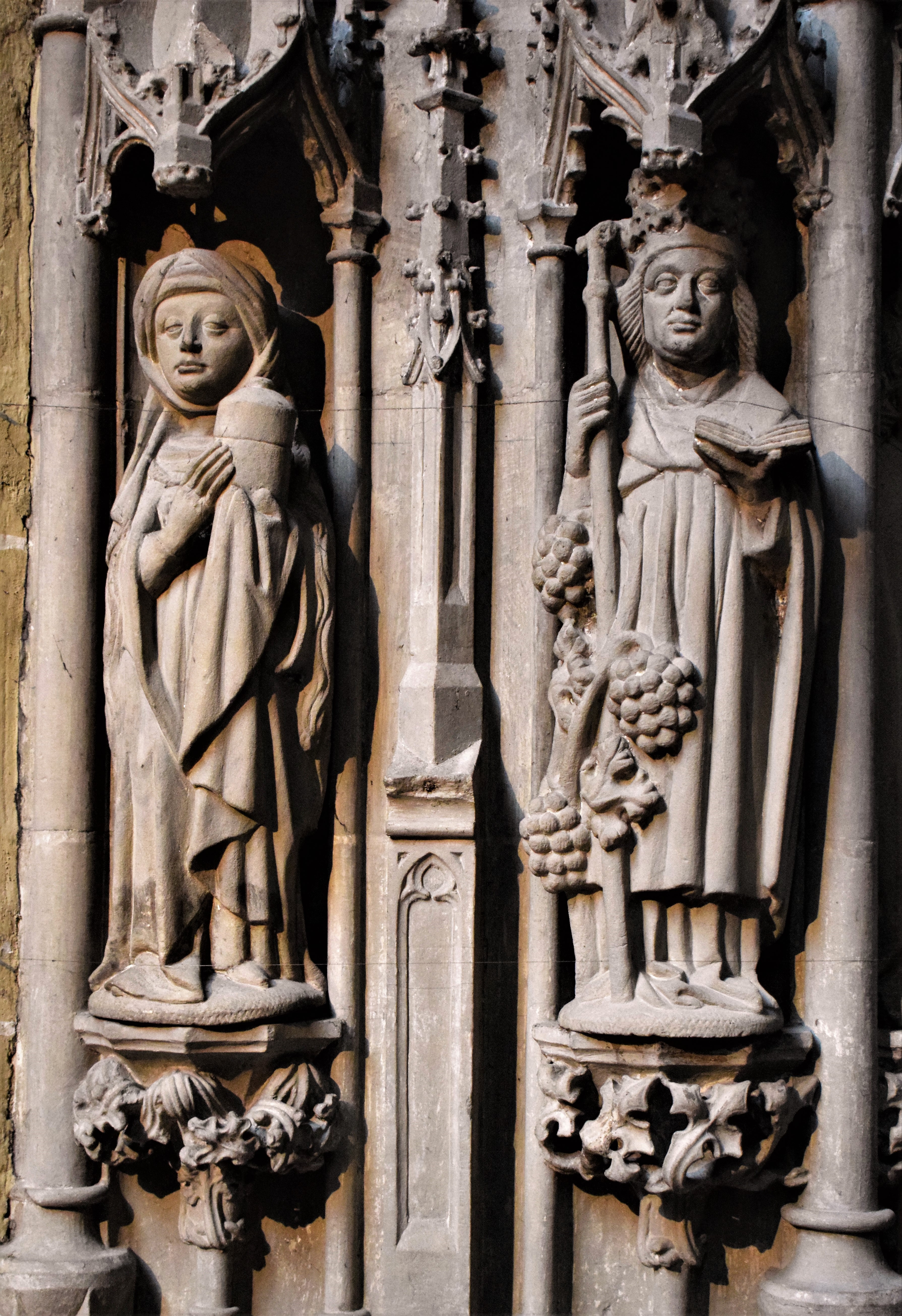
Sakramentshaus – Detail: Maria Magdalena mit Ölgefäß und St. Urban mit Weinstock

Das gotische Sakramentshaus in Form eines filigranen, mehrstöckigen Turms weist die typischen Stilelemente dieser Epoche wie Krabben, Kreuzblumen, Fialen, Strebebögen sowie Maßwerk auf. Es stammt aus der Entstehungszeit der Kirche (um 1470–1480) und erhebt sich am linken Chorpfeiler. Im Jahr 1960 wurde es in seinen mittelalterlichen Zustand zurückversetzt und erhielt im Zuge dessen neue bronzene Tabernakeltüren vom Kitzinger Künstler Klaus Rother. Der Sakramentsturm ist aus Sandstein gearbeitet und wird auf seiner untersten Ebene oberhalb des Sockels durch umlaufende Figuren geschmückt, die im Einzelnen darstellen: Christus als Schmerzensmann, den Kirchenpatron St. Johannes d. Täufer, den Evangelisten Johannes, Maria, die Mutter Jesu, Maria Magdalena und St. Urban, den Schutzpatron der Winzer. Im Gesprenge eine Ebene darüber halten zwei Engel das Schweißtuch der Veronika mit dem Antlitz Jesu.

### Kanzel
Die frühklassizistische Kanzel im Hauptschiff wurde 1793/94 vom Würzburger Hofstuckateur Materno Bossi aus hellgrauem Marmor gestaltet. Ihre Figuren bestehen aus poliertem Gips. Das Medaillon am Kanzelkorb, das von zwei Putten umrahmt wird, zeigt zum Mittelschiff hin die Predigt Johannes des Täufers. In einem weiteren Medaillon an der Ostseite ist der Evangelist Johannes auf Patmos abgebildet. Auf dem Schalldeckel verkündet ein von weiteren Putten umgebener Engel die Zehn Gebote.

### Nördliches Seitenschiff
An den Wänden des nördlichen Seitenschiffs hängt eines der wertvollsten Kunstwerke der Kirche. Es handelt sich um vier holzgeschnitzte Passionsreliefs, die im Mittelalter vielleicht Teil des Hochaltars von St. Johannes waren. Sie stellen im Einzelnen dar: Jesus am Ölberg, Geißelung Jesu, Dornenkrönung und Kreuztragung. Die Urheberschaft ist nicht eindeutig geklärt, die Qualität der Arbeiten lässt aber einen Bezug zur Riemenschneiderwerkstatt in Würzburg oder zur Nürnberger Werkstatt des Adam Kraft vermuten.
In diesem Teil der Kirche sind an zwei Stellen noch Reste mittelalterlicher Fresken erhalten, die einst wahrscheinlich einen Großteil der Wände im Innenraum bedeckten. Über dem Nordportal ist Maria auf der Mondsichel zu erkennen, weiter rechts der Hl. Georg, die Hl. Barbara, die Anbetung der Könige sowie ein Teil einer Beweinung Christi.
Am Ostende des Seitenschiffs steht der gotische Kreuzaltar, ein schlichter, mit einfachen Blendbögen versehener Altarblock aus Sandstein, darüber hängt ein bronzenes Kruzifix von Otto Sonnleitner aus Würzburg aus dem Jahr 1970.
Links vom Nordportal befindet sich eine Rokoko-Pieta aus Alabaster sowie zwei Reliefs von Beginn des 18. Jahrhunderts. Das eine zeigt die Flucht nach Ägypten, das andere den Kindermord in Betlehem. Davor befindet sich, als Opferkerzenständer, ein stilisierter brennender Dornbusch aus Bronze, der von Arno Hey aus Volkach gestaltet wurde.

Vier Passionsreliefs des ehem. Hochaltars
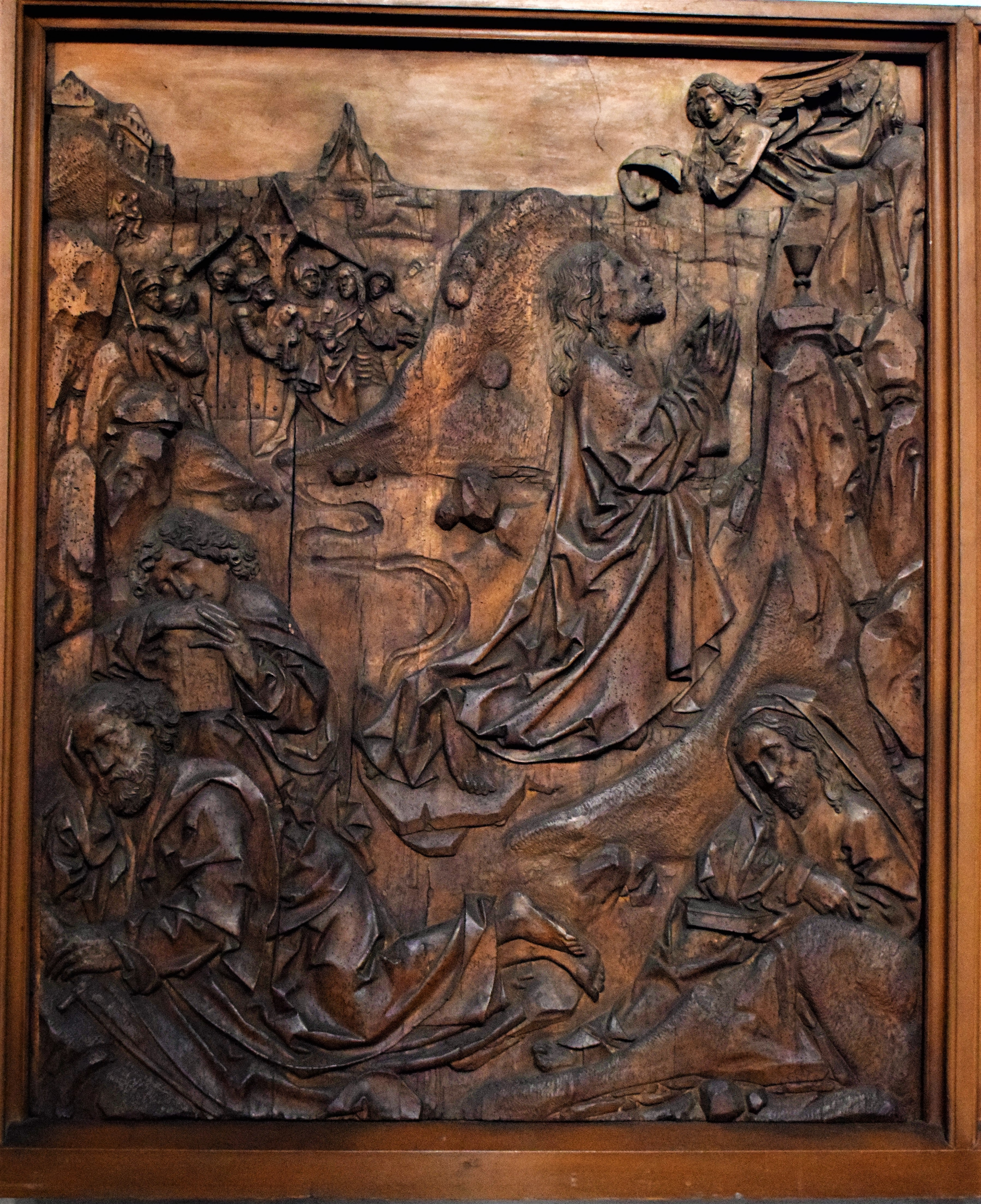
Jesus am Ölberg
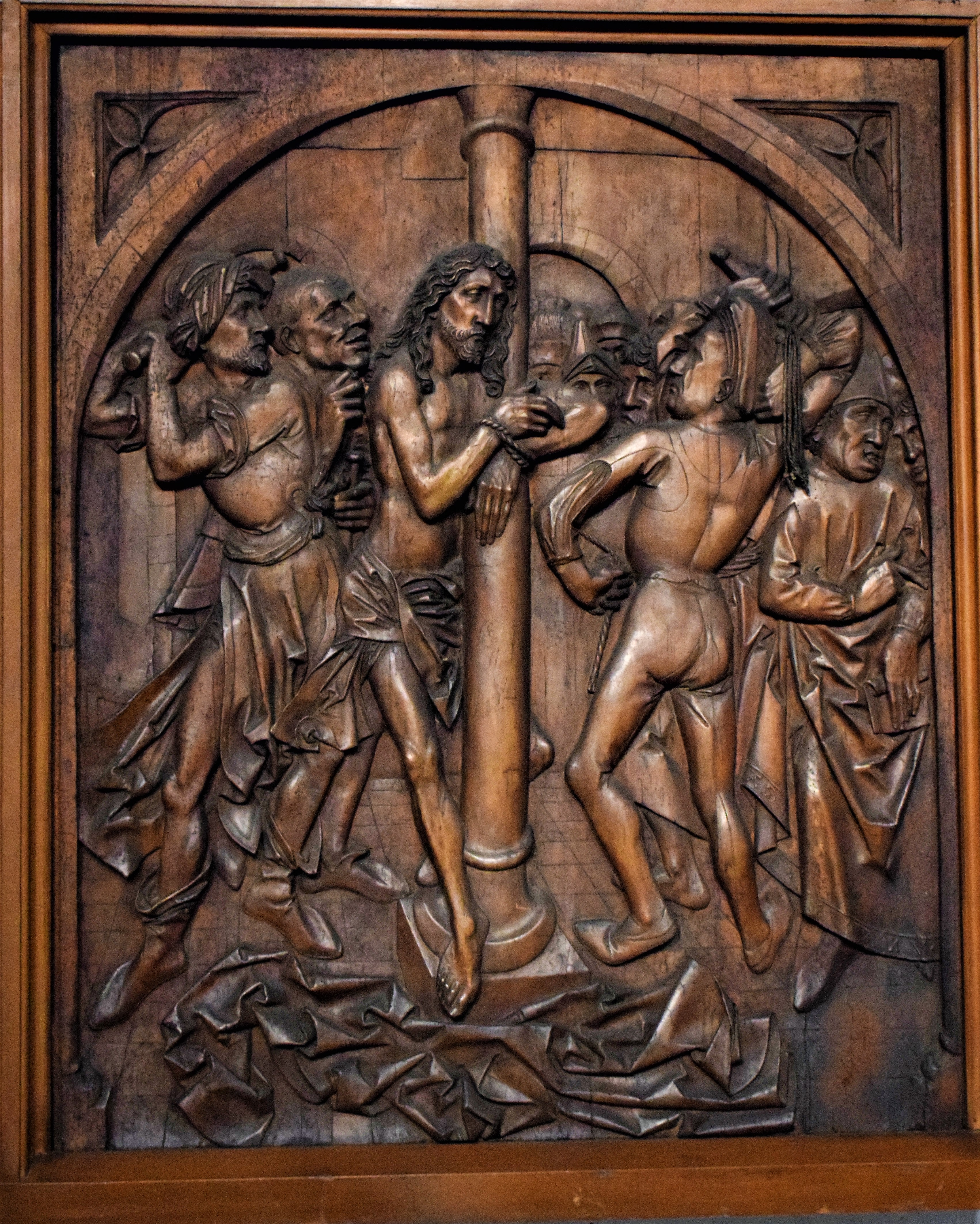
Geißelung
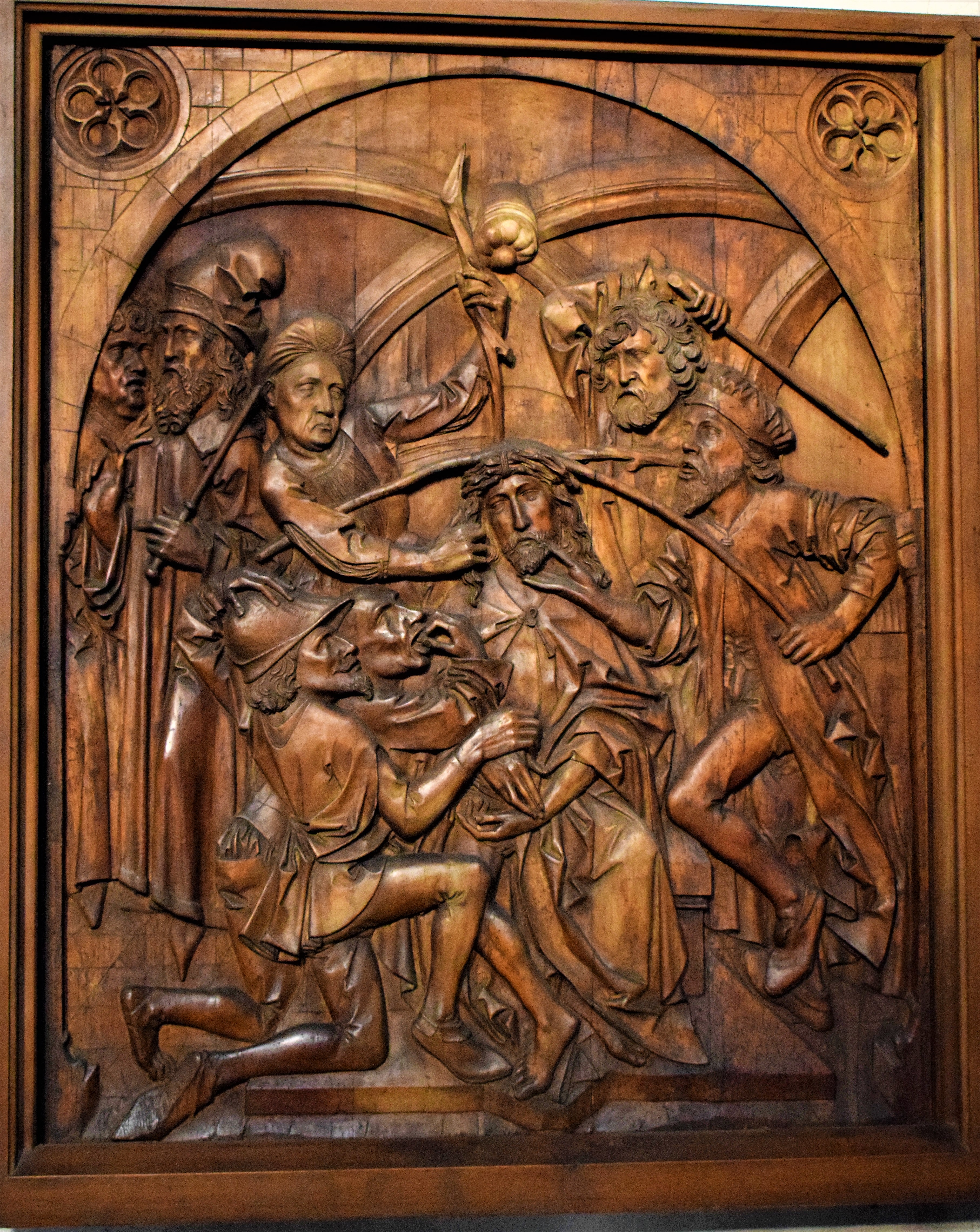
Dornenkrönung und Verspottung
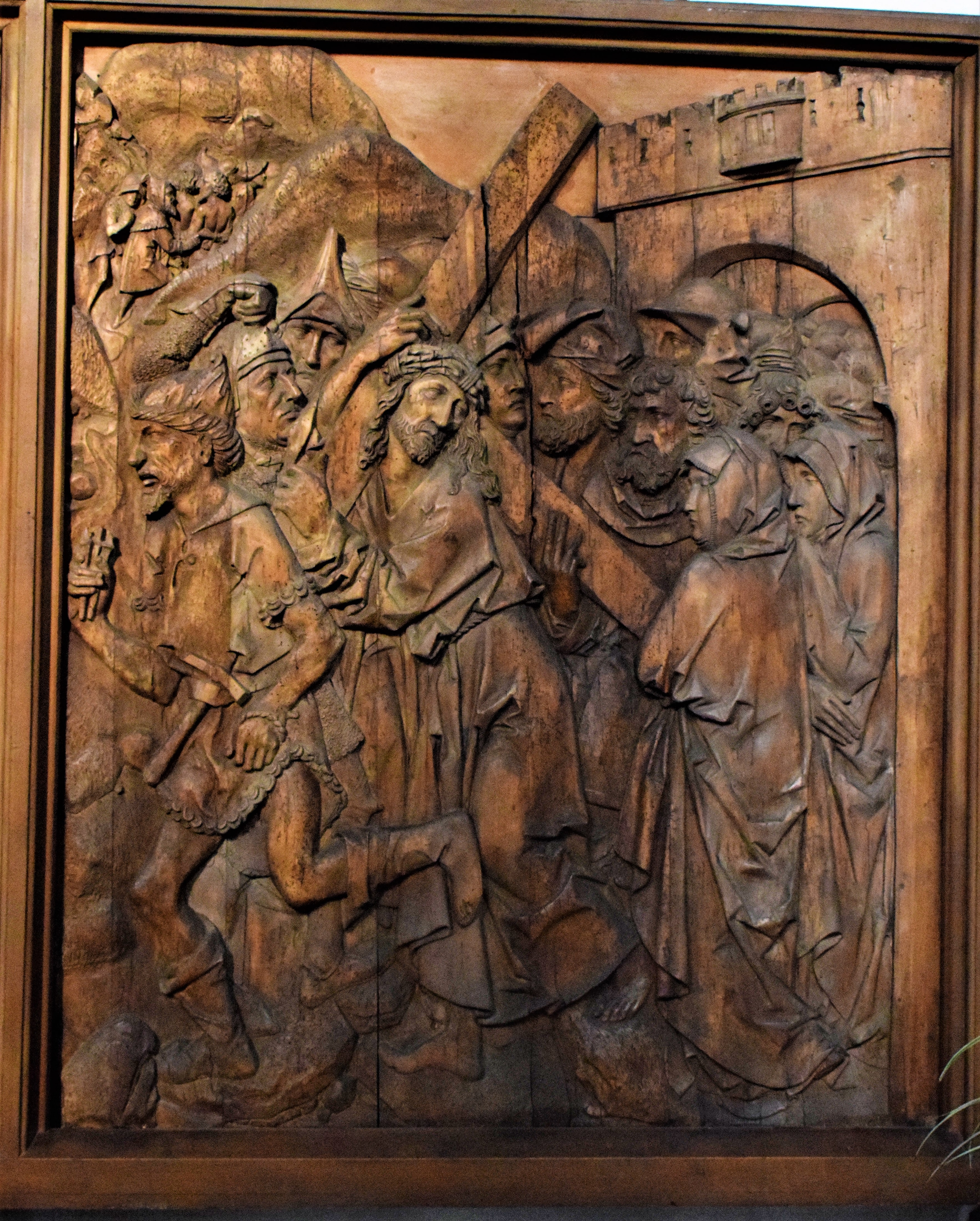
Kreuztragung

### Chorraum
Den Blickfang des Chors bildet das moderne Hochaltargemälde von Jacques Gassmann, das die Taufe Christi im Jordan interpretiert. Es ruht auf zwei Stelen aus rötlichem Buntsandstein. Im Zentrum des Bildes präsentiert Johannes d. Täufer Jesus als das Lamm Gottes, das die Sünden der Menschen tilgen wird und verweist damit auf Christus als die eigentliche Hauptperson. Gassmann, der auch den Orgelprospekt gestaltet hat, verwendete für das Bild farbige Tusche.
Vor dem Hochaltargemälde befindet sich der aus einer schlichten Mensa aus Buntsandstein bestehende Volksaltar, der 1994 – ebenso wie der Ambo – von Christoph Mai geschaffen wurde. Der Altar enthält auf seiner Schauseite zum Kirchenschiff hin ein Reliquiengrab mit Reliquien der Heiligen Hedwig von Schlesien, die einst im Kloster Kitzingen erzogen wurde und in Kitzingens Partnerstadt Trebnitz begraben ist, sowie des seligen Adolph Kolping.
Das spätgotische Chorgestühl mit kunstvoll geschnitzten Wangen befindet sich nach mehrmaligem Standortwechsel heute wieder an seinem ursprünglichen Bestimmungsort im Chorpolygon.
An der Südseite des Chors befindet sich das älteste Kunstwerk in der Kirche. Es handelt sich um ein spätromanisches Kruzifix eines unbekannten Künstlers, das von vier mittelalterlichen Flachreliefs flankiert wird, welche die Evangelistensymbole darstellen. Diese Stücke stammen ursprünglich nicht aus St. Johannes. Gegenüber auf der Nordseite des Chors wird fast die gesamte Wandfläche des ersten, fensterlosen Jochs von einem großformatigen Fresko eingenommen, welches den Hl. Christophorus in Überlebensgröße abbildet. Das trotz einiger Beschädigungen noch gut erhaltene Wandgemälde kann auf die Zeit um 1590 datiert werden.
Die moderne Verglasung der Chorfenster (1959–1964) stammt von Johannes Schreiter und thematisiert in abstrakter Weise die Erscheinung des Herrn. Dabei hat jede Farbe ihre eigene sakrale Bedeutung: Blau (Himmel), Weiß (Licht), Oliv (alles Irdische), Gold (das Göttliche).
Das Triumphkreuz im Chorbogen entstand im 17. Jahrhundert.

### Südliches Seitenschiff

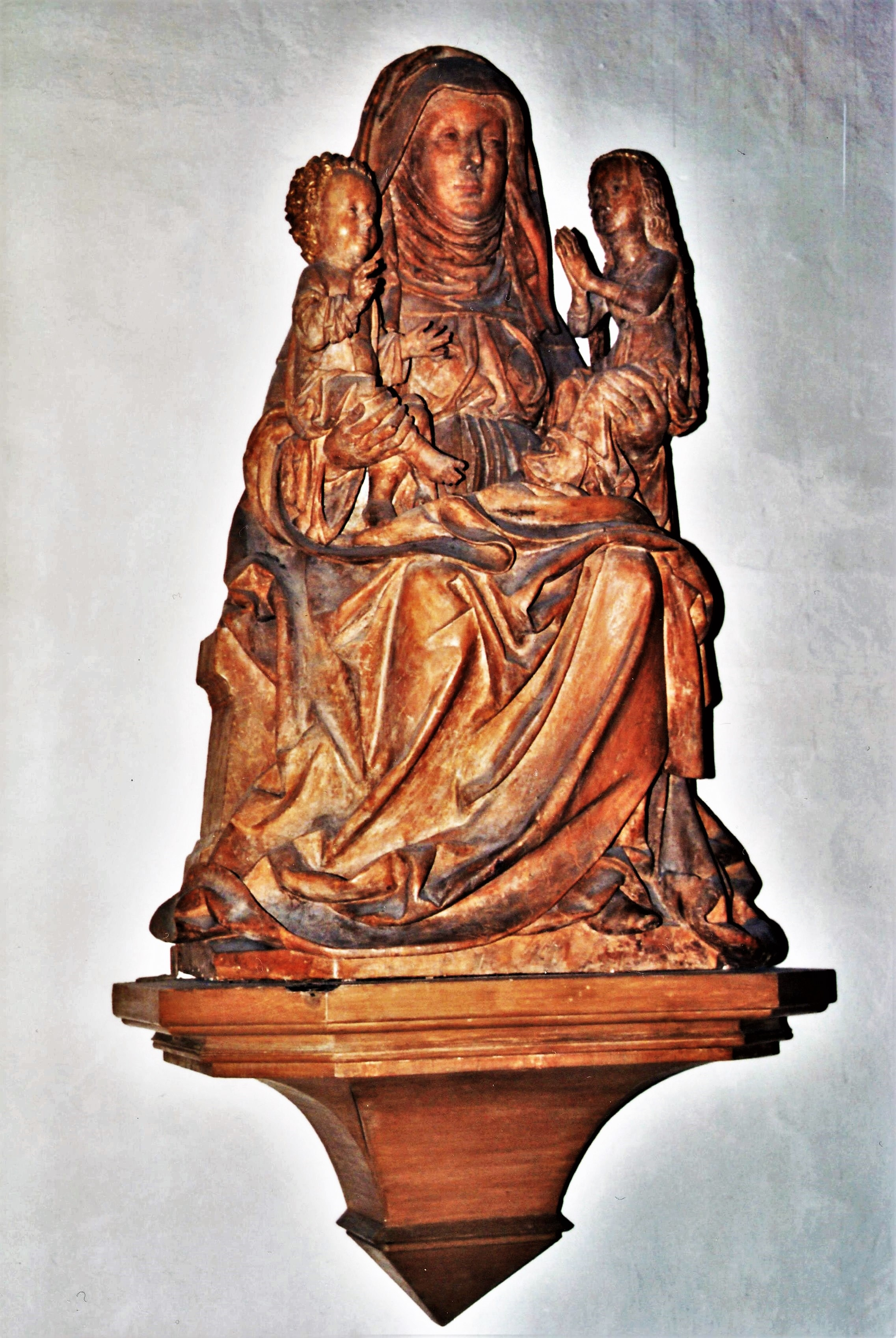
Anna selbdritt, um 1500, im südl. Seitenschiff

Am Ostende des aufgrund des Emporeneinbaus niedrigen südlichen Seitenschiffs steht der Marienaltar, das Gegenstück zum Kreuzaltar im Nordschiff und diesem sehr ähnlich. Auf ihm befindet sich eine spätgotische Madonna mit Jesuskind unbekannter Herkunft vor einer runden, in Goldtönen gefassten Rückwand. In diesem Teil der Kirche befindet sich ferner eine holzgeschnitzte Anna selbdritt aus der Zeit um 1500, die ebenfalls Riemenschneidereinfluss zeigt. Die Schlusssteine in den Sterngewölben unterhalb der Empore schmücken seit der letzten Kirchenrenovierung die Wappenschilde von Bischöfen, die für Kitzingen und die Stadtpfarrkirche von Bedeutung waren.

### Emporengeschoss
Da die Empore normalerweise nur zu den Gottesdiensten zugänglich ist, bleiben die Kunstwerke, die sich in diesem Teil der Kirche befinden, Besuchern in der Regel verborgen. An der Südwand auf der Empore hängt ein Barock-Gemälde des flämischen Würzburger Hofmalers Oswald Onghers, welches das Martyrium der Frankenapostel Kilian, Kolonat und Totnan zeigt.
Das Ostfenster auf der Empore wurde 1946/47 von der Firma Pütz/München neu verglast. Darauf ist der Gekreuzigte abgebildet, darüber der auferstandene Christus. Im Bildhintergrund ist eine brennende Stadt zu sehen, die das zerstörte Kitzingen symbolisiert.

### Taufkapelle
In der Taufkapelle, deren Bodenniveau tiefer liegt als das des Kirchenschiffes, steht der barocke Taufstein aus dem Jahr 1762, dahinter ein bronzenes Altarkreuz von Klaus Rother (1959). An den Wänden wurden zwei Reliefs angebracht, die Szenen aus dem Leben Johannes des Täufers zeigen. Sie sind Teile des ehem. neugotischen Hochaltars von 1885, von dem sonst nichts mehr erhalten ist.

### Grabdenkmäler
Die Kirche verfügt darüber hinaus über einige kunstvoll gestaltete Epitaphe, vorwiegend aus dem 16. und 18. Jahrhundert. Das bedeutendste unter ihnen ist das des Wolff von Crailsheim, welches wahrscheinlich vom Bildhauer Peter Dell d. J. im Stil der Renaissance gestaltet wurde. 1756 schuf Reiner Wirl wohl zwei weitere Denkmäler. Insgesamt befinden sich in und an der Kirche, besonders in den Seitenschiffen, die Grabdenkmäler von
- Hans Ludwig von Münster († 1607), brandenburgischer Rat, mit Ehefrau Eva und ihren drei Kindern
- Ehepaar Hans und Barbara Dullinger, in Form einer Sandstein-Pieta (um 1500)
- einem unbekannten Herrn von Crailsheim, vermutlich von Hans Sigmund von Crailsheim († 1575), mit seinen beiden Frauen und seinen sieben Kindern (Figuren teilweise verstümmelt)
- Anna Sophia Gräfin von Leonrod, geb. Freiin von Wallenfels († 1756)
- Johannes Martinus Ziegler († 1756), hochstiftischer Richter
- Ernst Wolff von Crailsheim († 1556), brandenburgischer Amtmann in Kitzingen, mit erster Ehefrau Elisabeth von Giech (mit Rosenkranz) und zweiter Ehefrau Ursula von Vestenberg (mit Bibel), darunter elf Söhne und 13 Töchter
- Jacob Besserer († 1532), Stadtrat und "Förderer, armer und Nottürftiger Leute", wie es auf seinem Epitaph, einer schlichten Kupferplatte mit Inschrift und Familienwappen, zu lesen ist. Es befindet sich als einziges außen an der Kirche an einem der Strebepfeiler neben dem Emporenaufgang

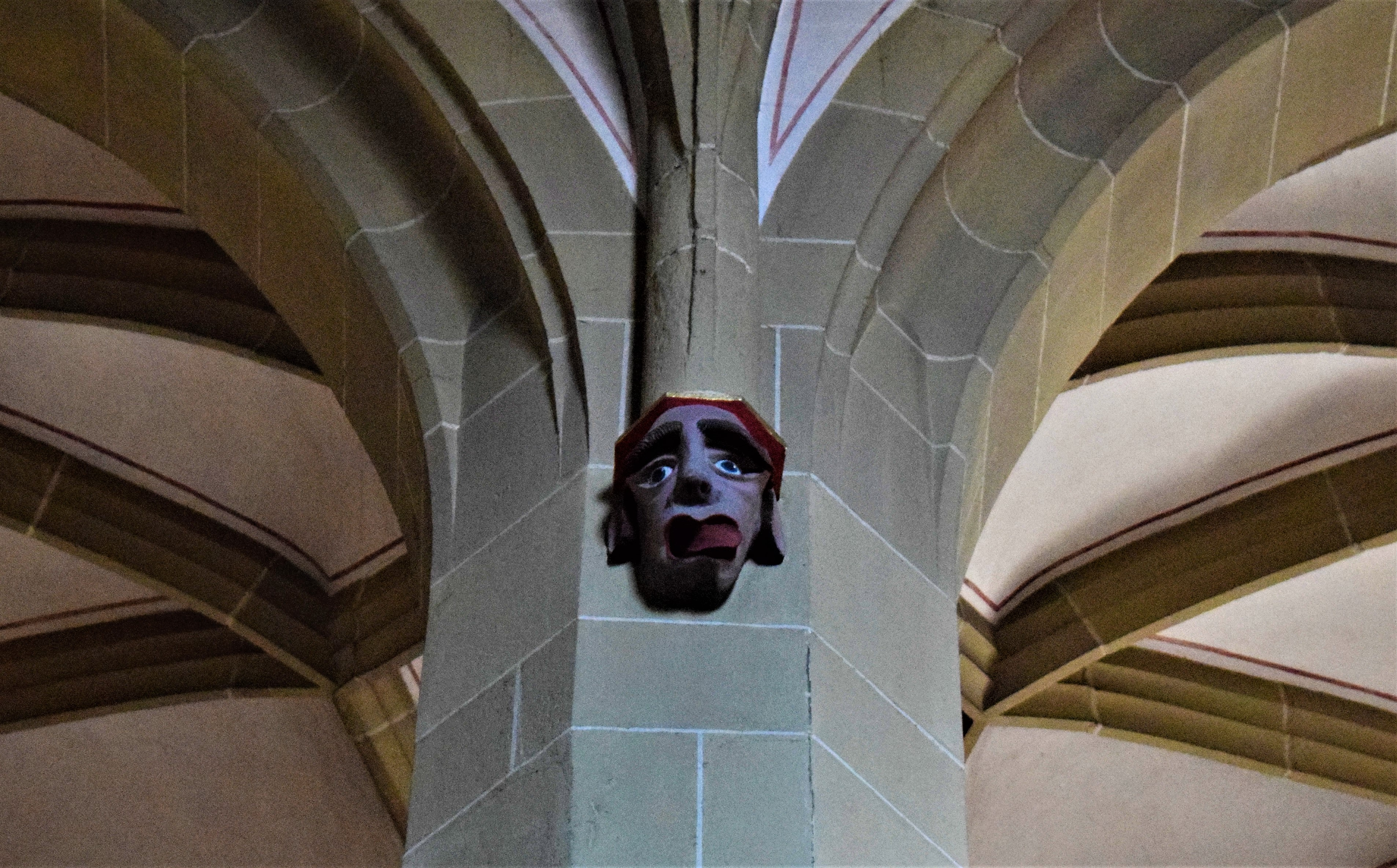
Konsolkopf an einem der Pfeiler, sogenannter Blecker

### Weitere Ausstattung
Eine Besonderheit der Kirche bilden die vielen, seit der letzten Kirchenrenovierung 1994 farblich gefassten Konsolköpfe an den Langhauspfeilern, deren Bedeutung noch nicht abschließend geklärt ist. Sie sind von der Empore aus besonders gut zu erkennen, zumal sich die meisten von ihnen in diesem Bereich der Kirche befinden. Solche Köpfe und groteske Figuren finden sich teilweise auch am Außenbau im Bereich der Portale im Westen und Norden.

## Orgel

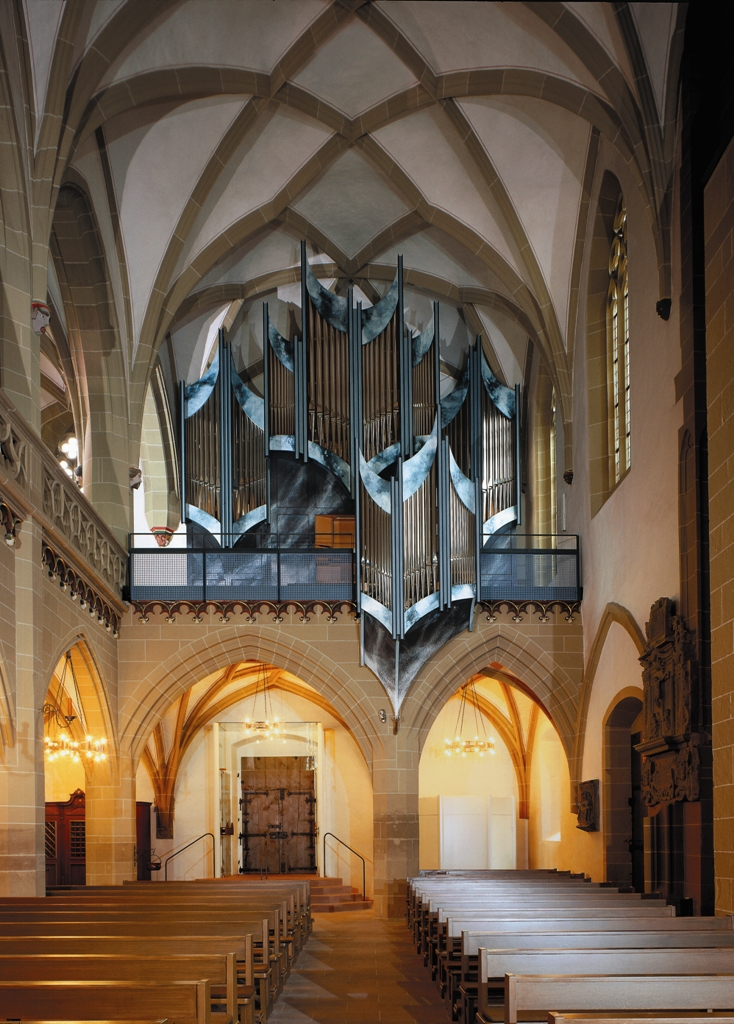
Prospekt mit Rückpositiv der Vleugelsorgel auf der Westempore

Die Orgel auf der Westempore wurde 1996 von der Orgelbaufirma Vleugels erbaut und im Jahre 2007 um ein Schwellwerk erweitert. Im Zuge der Ausreinigung im Jahre 2021 wurde mit der Bombarde 32’ dem Pedalwerk ein Zungenregister hinzugefügt. Das Instrument hat heute 55 Register (darunter vier Transmissionen) auf drei Manualen und Pedal. Die Spieltraktur ist mechanisch, die Registertrakturen sind elektrisch.
| I Rückpositiv C–g3 |                  |        |
| 1.                 | Praestant        | 8′     |
| 2.                 | Lieblich Gedackt | 8′     |
| 3.                 | Dulciana         | 8′     |
| 4.                 | Principal        | 4′     |
| 5.                 | Flöte            | 4′     |
| 6.                 | Quintflöte       | 2 ⁄3′  |
| 7.                 | Flageolet        | 2′     |
| 8.                 | Terzflöte        | 1 3⁄5′ |
| 9.                 | Larigot          | 1 ⁄3′  |
| 10.                | Scharff IV       | 1 ⁄3′  |
| 11.                | Vox humana       | 16′    |
| 12.                | Krummhorn        | 8′     |
|                    | Tremulant        |        |

| II Hauptwerk C–g3 |                   |       |
| 13.               | Bourdon           | 16′   |
| 14.               | Principal         | 8′    |
| 15.               | Flöte harmonique  | 8′    |
| 16.               | Gamba             | 8′    |
| 17.               | Gedackt           | 8′    |
| 18.               | Biffera           | 8′    |
| 19.               | Octave            | 4′    |
| 20.               | Spitzflöte        | 4′    |
| 21.               | Quinte            | 2 ⁄3′ |
| 22.               | Superoctave       | 2′    |
| 23.               | Mixtura major III | 2′    |
| 24.               | Mixtura minor III | 1′    |
| 25.               | Cornet V          | 8′    |
| 26.               | Trompete          | 8′    |
| 27.               | Clarine           | 4′    |

| III Schwellwerk C–g3 (ausgebaut bis g4) |                 |        |
| 28.                                     | Großgedackt     | 16′    |
| 29.                                     | Geigenprincipal | 8′     |
| 30.                                     | Doppelgedackt   | 8′     |
| 31.                                     | Salicional      | 8′     |
| 32.                                     | Vox coelestis   | 8′     |
| 33.                                     | Fugara          | 4′     |
| 34.                                     | Kitzflöte       | 4′     |
| 35.                                     | Nasard          | 2 ⁄3′  |
| 36.                                     | Flöte           | 2′     |
| 37.                                     | Violine         | 2′     |
| 38.                                     | Tierce          | 1 3⁄5′ |
| 39.                                     | Mixtur IV       | 2′     |
| 40.                                     | Fagott          | 16′    |
| 41.                                     | Trompette harm. | 8′     |
| 42.                                     | Oboe            | 8′     |
| 43.                                     | Clairon         | 4′     |
|                                         | Tremulant       |        |

| Pedal C–f1 |                      |     |
|            | Großpedal            |     |
| 44.        | Untersatz            | 32′ |
| 45.        | Subbass              | 16′ |
| 47.        | Violonbass           | 16′ |
| 46.        | Gedacktbass          | 8′  |
| 48.        | Octavbass            | 8′  |
| 49.        | Choralbass           | 4′  |
| 50.        | Bombarde             | 32′ |
| 51.        | Posaunbass           | 16′ |
|            | Kleinpedal           |     |
| 52.        | Bourdonbass (Nr. 13) | 16′ |
| 53.        | Cellobass (Nr. 16)   | 8′  |
| 54.        | Trompetbass (Nr. 26) | 8′  |
| 55.        | Clarinbass (Nr. 27)  | 4′  |

- Koppeln:

Normalkoppeln: I/II, III/I, III/II, I/P, II/P, III/P
Suboktavkoppeln: III/II, III/III
Superoktavkoppeln: III/II, III/III, III/P
- Spielhilfen: elektronische Setzeranlage, Sequenzer, Crescendowalze, Tuttiknopf und Zungenabsteller.

## Glocken
Der Turm der Kirche enthält ein klangvolles Geläut von fünf Glocken. Sie hängen in einem Stahlglockenstuhl an leicht gekröpften Stahljochen und wurden im Jahr 1950 von Albert Junker in Brilon als Ersatz für die im Zweiten Weltkrieg abgelieferten gegossen. Die Glocken Nr. 4 und 5 sind fünf heiligen Frauen gewidmet, die mit Kitzingen, insbesondere dem ehem. Benediktinerinnenkloster, in enger Verbindung stehen.
| Nr. | Name                                      | Schlagton | Masse (kg) | Gussjahr | Gießer/Gussort | Inschrift |
| --- | ----------------------------------------- | --------- | ---------- | -------- | -------------- | --------- |
| 1   | Heiligste Dreifaltigkeit                  | h0        | ca. 2900   | 1950     | Junker, Brilon |           |
| 2   | Johannes der Täufer                       | cis1      | ca. 2200   | 1950     | Junker, Brilon |           |
| 3   | Heilige Familie                           | e1        | ca. 1500   | 1950     | Junker, Brilon |           |
| 4   | St. Adelheid und St. Thekla               | fis1      | ca. 900    | 1950     | Junker, Brilon |           |
| 5   | St. Elisabeth, St. Hedwig und St. Irmgard | gis1      | ca. 450    | 1950     | Junker, Brilon |           |

## Kirchenmusik
Neben den Gottesdiensten finden in St. Johannes häufig Kirchenkonzerte statt, die durch die Kantorei, den Kammerchor, den Kirchenchor sowie den Kinder- und Jugendchor gestaltet werden. Zu den regelmäßigen Veranstaltungen zählt die Reihe "Orgelmusik zur Marktzeit", bei der in der Regel jeden zweiten Samstag um 11 Uhr kirchenmusikalische Werke aus verschiedenen Jahrhunderten von wechselnden Organisten auf der Vleugelsorgel gespielt werden. Aufgrund des umfangreichen Chorangebots wird in unregelmäßigen Abständen die Tradition des Evensongs gepflegt, einer Chorgebetform, die aus der anglikanischen Kirche stammt.

## Umgebung der Kirche

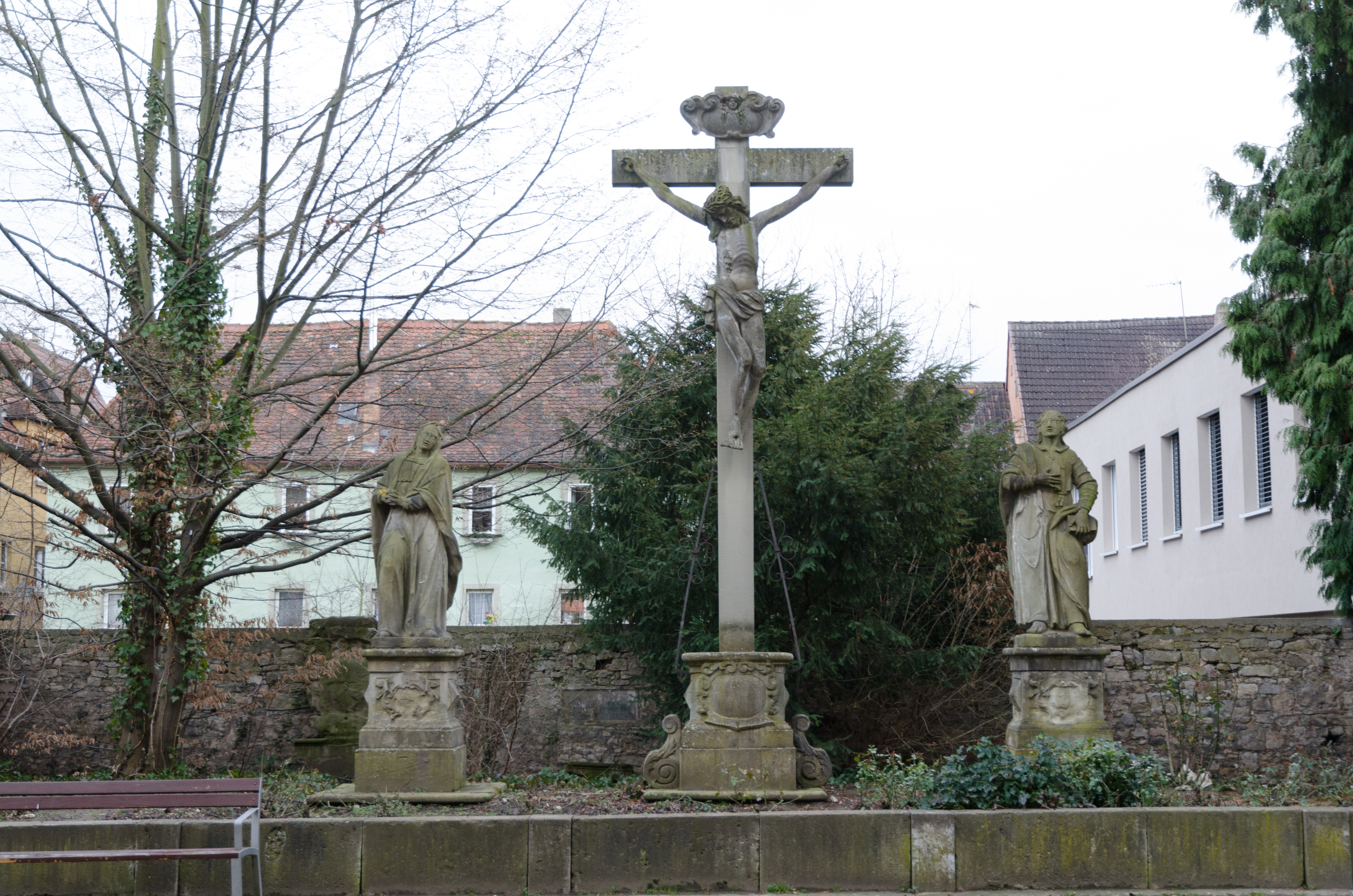
Kreuzigungsgruppe auf dem Kirchplatz

An der Nord-, West und Ostseite reicht die umgebende Bebauung sehr nah an die Kirche heran, sodass sie in ihrer Gesamtheit nur vom Kirchplatz im Süden betrachtet werden kann. Auf dem gepflasterten Platz, der bis zur Mitte des 16. Jahrhunderts als Friedhof diente, bevor 1546 der heutige Alte Friedhof vor den damaligen Toren der Stadt angelegt wurde, steht ein Sandsteinbrunnen des Kitzinger Künstlers Klaus Christof. Er stellt das himmlische Jerusalem dar und zeigt vollplastisch in Miniaturform eine typisch orientalische Stadt, die sich über einer stilisierten Wolke erhebt.
An der Südwand der Kirche, zwischen Ölbergnische und Taufkapelle, steht die Kopie eines gotischen Bildstocks aus dem 15. Jahrhundert, dessen stark verwittertes Original sich heute in der Kapuzinerkirche befindet.
An der Südseite des Platzes befindet sich eine barocke Kreuzigungsgruppe aus Sandstein.

## Besonderheiten
- An mehreren Stellen sowohl im Inneren als auch außerhalb der Kirche erinnern Hochwassermarken mit Jahreszahl daran, dass im Februar 1784 beim stärksten Mainhochwasser der jüngeren Geschichte das Wasser zeitweise knapp einen Meter hoch im Kirchenraum stand.
- Überall am Kirchenbau findet man eine Vielzahl unterschiedlicher Steinmetzzeichen.
- Seit Beginn der 2000er Jahre wird in St. Johannes jährlich eine besondere Weihnachtskrippe aufgebaut. Die Krippenlandschaft bildet detailgetreu und im Maßstab 1:10 einige Kitzinger Sehenswürdigkeiten ab, darunter den Leidenhof, in dem die Geburtsszene zu sehen ist, den Beginenhof mit der Grabkirche, das Messnerhaus, das Großlangheimer Tor in Etwashausen, sowie die Bergkirche Hohenfeld, die auf einem Weinberg steht. Die kulissenartigen Bauten werden von innen beleuchtet. Auch der im Original auf dem Marktplatz stehende Kiliansbrunnen wurde nachgebildet und kann über eine Wasserpumpe betrieben werden. Die Leuchtanlage und der Wasserlauf am Brunnen können durch Münzeinwurf ausgelöst werden. Geschaffen wurde diese Krippe von einem ehemaligen Kitzinger Schreiner, der dafür Holzspanplatten verwendete. Der Gedanke bei der Gestaltung bestand darin, das Weihnachtsgeschehen in das heutige Kitzingen zu verlegen.